# Villajoyosa
Villajoyosa (szintén hivatalos valenciano nyelven "la Vila Joiosa" formában)  község Spanyolországban, Alicante tartományban. Lakosainak száma 36 891 fő (2024).

## Fekvése
A tengerparton (Costa Blanca) található, Benidorm és Alicante városok között.
Villajoyosa Aigües, El Campello, Finestrat és Orxeta községekkel határos.

## Megközelítése
Az Alicante - Benidorm közötti villamosvonalon található. Villajoyosa közigazgatási területén 5 villamosmegálló van, nevezetesen  Paradís, Villajoyosa, Creueta, Costera Pastor és Hospital Vila. 

## Képgaléria

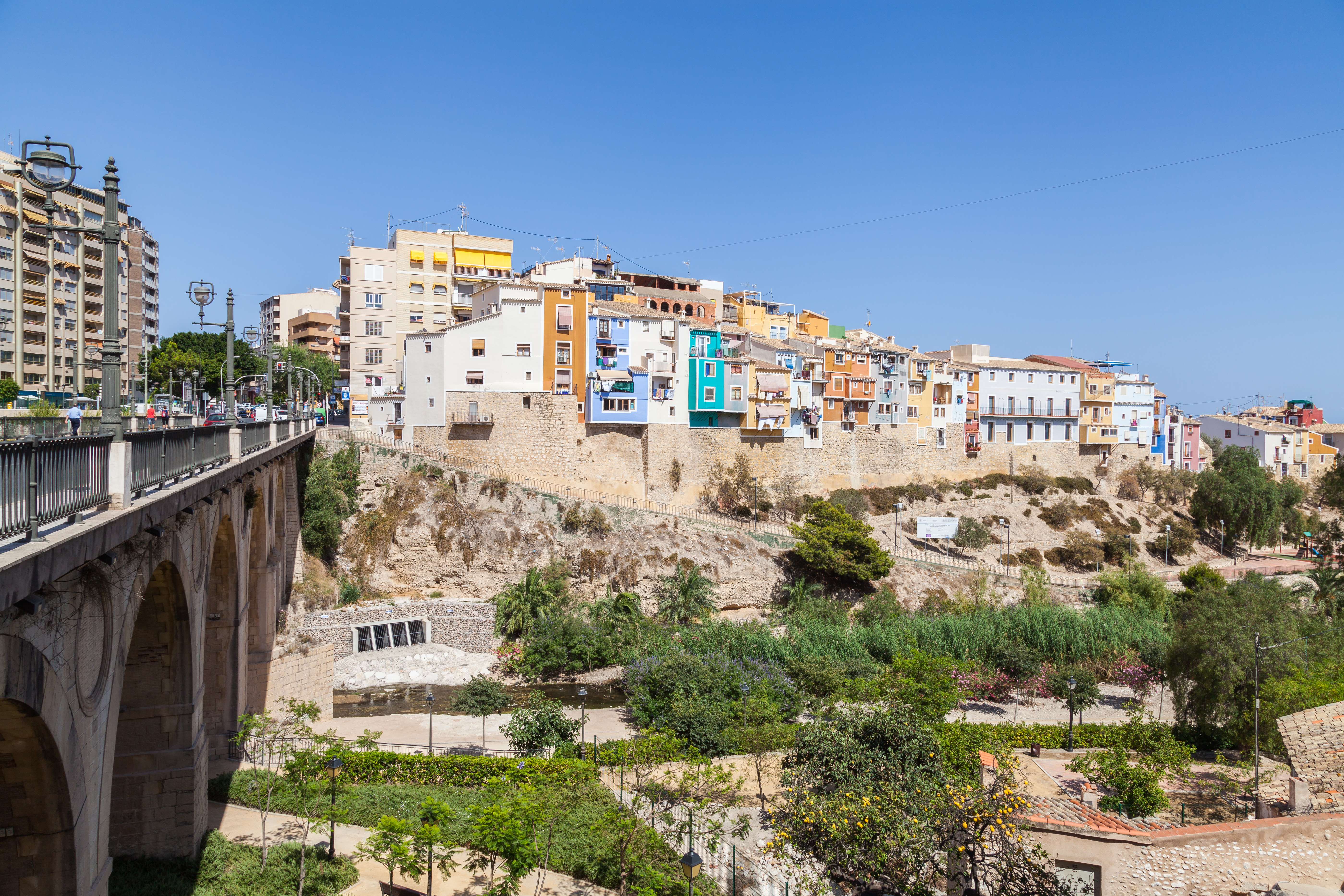
Kis völgyhíd a villamosvonallal
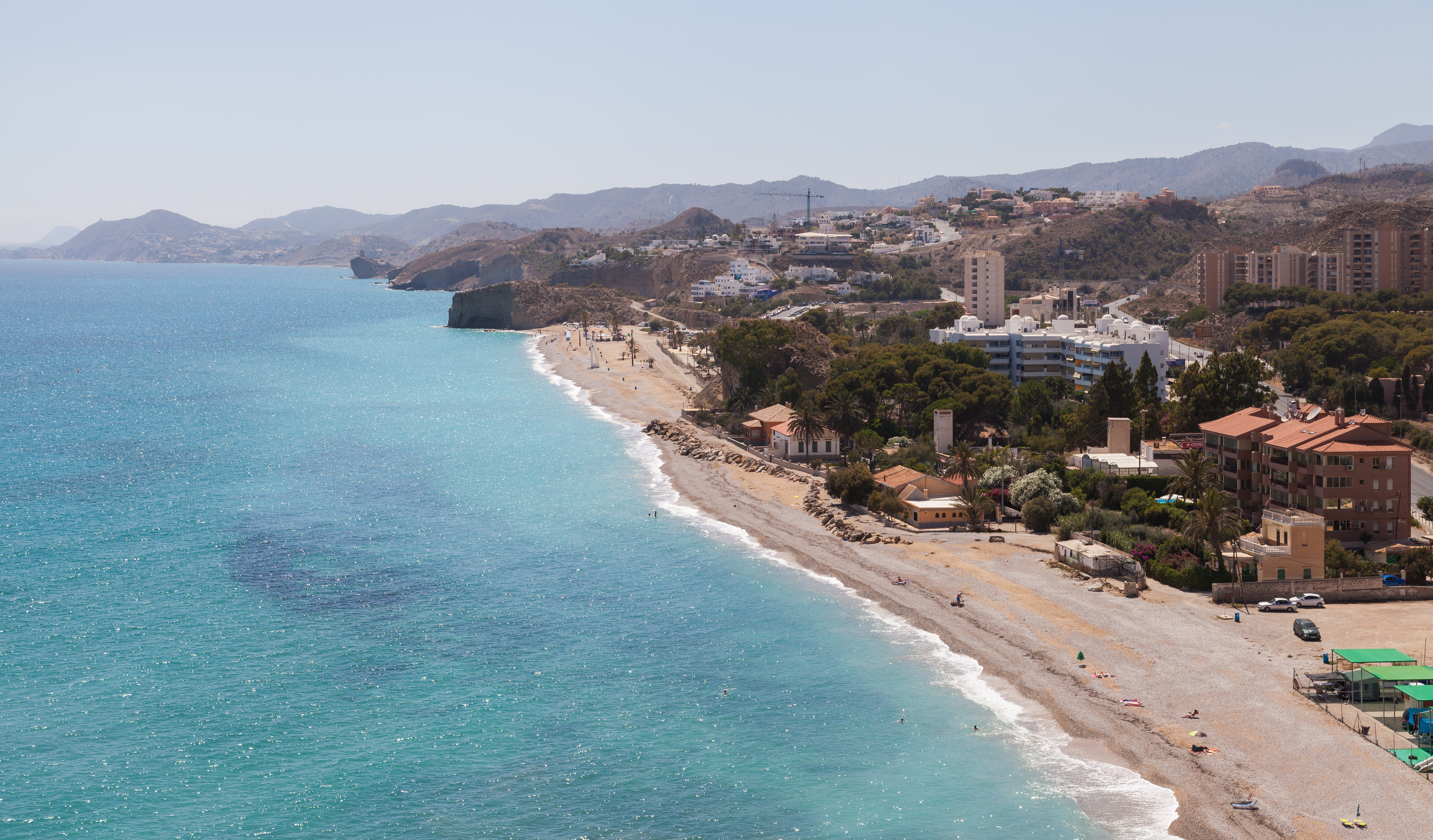
A Paraíso strand 2014-ben

## Gazdaság
Itt található a nagy múltú Valor csokoládégyár, amelynek múzeuma látogatható.

## Testvértelepülései
- Vitré

## Népesség
A település lakosságának változását az alábbi diagram mutatja:
| Lakosok száma | 24 246 | 26 792 | 29 263 | 33 797 | 32 733 | 33 951 | 33 580 | 34 673 | 34 684 | 36 891 |
|               | 2001   | 2004   | 2006   | 2009   | 2011   | 2014   | 2016   | 2019   | 2021   | 2024   |